# Сан Антонино Вијехо (Сан Мигел Мистепек)
Сан Антонино Вијехо (шп. San Antonino Viejo) насеље је у Мексику у савезној држави Оахака у општини Сан Мигел Мистепек. Насеље се налази на надморској висини од 2188 м.

## Становништво
Према подацима из 2010. године у насељу је живело 10 становника.

### Хронологија
| Година       | 2000        | 2005         | 2010 |
| ------------ | ----------- | ------------ | ---- |
| Становништво | 21 (12 / 9) | 23 (11 / 12) | 10   |

### Попис
| # | Индикатор                     | Вредност |
| - | ----------------------------- | -------- |
| 1 | Укупно домаћинстава           | 7        |
| 2 | Укупно насељених домаћинстава | 1        |
| 3 | Величина локације             | 1        |